# San Andrés Zautla
San Andrés Zautla är en kommun i Mexiko.   Den ligger i delstaten Oaxaca, i den sydöstra delen av landet, 300 km sydost om huvudstaden Mexico City.
Följande samhällen finns i San Andrés Zautla:
- Alemán
- San Isidro
- Tierra y Libertad
- Paraje la Fresnera